# 丘尼亞河
丘尼亞河是俄羅斯的河流，屬於通古斯河的右支流，由克拉斯諾亞爾斯克邊疆區負責管轄，河道全長727公里，流域面積70,500平方公里，河水主要來自雨水和融雪，每年十月至翌年五月結冰。